# Gesomyrmex macrops
Gesomyrmex macrops (лат.) — ископаемый вид мелких муравьёв рода Gesomyrmex длиной около 7,5 мм. Эоценовые отложения, Большая Светловодная (Россия, Приморский край). Название дано по признаку крупных глаз.

## Описание
Отпечатки обнаружены в эоценовых отложениях в месторождении Большая Светловодная (Биамо, Россия, Приморский край). Длина тела самок 9,7 мм, длина головы 1,7 мм. Голова субпрямоугольная, примерно в 1,4 раза длиннее своей ширины, бока слабо вогнутые, затылочный край выпуклый, затылочные углы округлые. Скапус усика не достигает затылочного края. Голова примерно в 3 раза длиннее скапуса и в 3 раза больше максимального диаметра глаза. Стебелёк одночлениковый (петиоль). Вид был впервые описан в 2015 году российскими энтомологами Геннадием Михайловичем Длусским (1937—2014), Александром Павловичем Расницыным и К. С. Перфильевой по голотипу PIN 3429/101 (самка). Они найдены в местонахождении Большая Светловодная (старое название Биамо) в светловодненской впадине Дальнего Востока России (в верховьях реки Бикин, Пожарский район Приморского края, 46ºN, 138ºE). От всех других представителей из типовой местности отличается крупными глазами. Виды Gesomyrmex germanicus и Gesomyrmex pulcher (оба из GrubeMessel, Германия, средний эоцен) также имеют крупные глаза (в 2,6-3 раза меньше длины головы), но они отличаются формой головы и мелкими размерами (Gesomyrmex pulcher менее 5 мм).
Из той же типовой местности также были описаны муравьи Biamomyrma zherikhini, Formica paleosibirica и Paraneuretus dubovikoffi, аскалаф Prosuhpalacsa biamoensis и другие насекомые.